# Für Innsbruck
Für Innsbruck (FI) ist eine Wahlliste, die sich 1994 in Innsbruck als eine Abspaltung der örtlichen ÖVP gegen den damaligen Bürgermeister von Innsbruck, Romuald Niescher, bildete und Gelb als Erkennungsfarbe wählte. Angeführt wurde die Liste vom Herausforderer, dem gebürtigen Oberösterreicher und Schwiegersohn des ehemaligen Tiroler Landeshauptmannes Eduard Wallnöfer, Herwig van Staa, der nach der Wahl auch Bürgermeister von Innsbruck wurde.
Für Innsbruck gelang es bei der Gemeinderatswahl 2000, eine absolute Mehrheit in Innsbruck gemeinsam mit der ÖVP und der Liste des Tiroler Seniorenbundes zu erringen. Nach der Wahl von Herwig van Staa zum Landeshauptmann von Tirol durch die ÖVP folgte ihm Hilde Zach 2002 als Bürgermeisterin von Innsbruck nach.
Bei den Gemeinderatswahlen am 23. April 2006 wurde Für Innsbruck zwar als stimmenstärkste Partei mit 26,8 % bestätigt, musste allerdings im Vergleich zu 2000 ein Minus von 9,4 Prozentpunkten hinnehmen. Bürgermeisterin Zach wurde am 8. Mai 2006 im Gemeinderat von einer gelb-schwarz-roten Koalition für weitere sechs Jahre zur Bürgermeisterin gewählt.
Hilde Zach zog sich aufgrund von gesundheitlichen Problemen aus der Politik zurück und wurde am 8. März 2010 von Christine Oppitz-Plörer abgelöst. Nachdem Oppitz-Plörer die Führung von Für Innsbruck übernahm, distanzierten sich mehr und mehr prominente Gründungsmitglieder von der Bewegung, u. a. GR Hans Haller, Franz Eberharter, LTP Herwig Van Staa, GR Herlinde Keuschnigg und Christoph Platzgummer.
Christoph Platzgummer verließ Für Innsbruck. 2012 kandidierte er als Spitzenkandidat auf der Liste der Innsbrucker Volkspartei gegen Für Innsbruck. Für Innsbruck verlor den ersten Platz im Gemeinderat, die Innsbrucker Volkspartei wurde stärkste Fraktion. Oppitz-Plörer konnte sich mit Wahlkampfhilfe der Grünen in der Bürgermeisterstichwahl knapp behaupten.
Bei der Bürgermeisterstichwahl im Frühjahr 2018 wurde die FI-Listenführerin Christine Oppitz-Plörer im Amt als Bürgermeisterin abgewählt.
Die Liste selbst musste empfindliche Verluste bei der vorhergehenden Gemeinderatswahl hinnehmen. FI-Vizebürgermeister Christoph Kaufmann verlor sein Amt. Ohne Ausschreibung bekam er als leitender Mitarbeiter (Hauptabteilungsleiter) bei der Olympia Sport- und Veranstaltungszentrum Innsbruck GmbH (OSVI/Olympiaworld) einen Versorgungsposten, was bei den Medien und politischen Mitbewerbern viel Kritik auslöste.
Für die Gemeinderats- und Bürgermeisterwahl 2024 schloss sich Für Innsbruck mit der ÖVP und dem Seniorenbund zusammen und trat mit der gemeinsamen Liste „Das neue Innsbruck“ und dem Bürgermeisterkandidaten Florian Tursky an. Die Liste gewann bei der Wahl 10,15 % der Stimmen und vier Mandate.